# Postulát (křesťanství)
Postulát (z lat. postulo) je předběžné důležité období přípravy na noviciát, kterým se uchazeč připravuje na řeholní život. Období postulátu se odvíjí od regulí daného řádu, do něhož uchazeč vstupuje. Motivací ke vstupu do služby Bohu je tzv. povolání.